# 佩特羅韋 (別利亞耶夫卡區)
46°34′49″N 30°21′47″E / 46.58028°N 30.36306°E
彼得羅韋（烏克蘭語：Петрове）是位於烏克蘭西南部的村莊，由敖德萨州敖德萨区的維霍達市鎮負責管轄。該村始建於1927年，面積1.07平方公里，海拔高度77米，2001年人口915，人口密度每平方公里855.14人。